# Giovanni III di Kleve
Giovanni III detto il Pacifico, Duca di Kleve e Conte di Mark (tedesco: Johann III der Friedfertige, Herzog von Jülich-Kleve-Berg; 10 novembre 1490 – 6 febbraio 1539) era figlio di Giovanni II, duca di Kleve e Matilde d'Assia, figlia di Enrico III, langravio dell'Alta Assia.

## Biografia
Giovanni III divenne reggente dei ducati Uniti di Jülich-Kleve-Berg nel 1521, e signore di Ravensberg nel 1528.
Giovanni rappresentava un atteggiamento di compensazione, che adoperò per un via media, una via di mezzo tra le due confessioni durante la riforma protestante. Nonostante quello che gli altri possono aver pensato, non tutte le casate principesche tedesche erano protestanti luterane. In realtà la vera influenza alla corte di Cleves era Erasmo da Rotterdam. Molti dei suoi uomini erano amici e seguaci di questo ben educato studioso e teologo olandese. Quando il duca Giovanni decise di scrivere un elenco di regolamenti ecclesiastici, Erasmo fu la prima persona da cui il duca andò personalmente per la consultazione e approvazione.
Il duca Giovanni aveva un istinto di equilibrio come fu dimostrato quando diede in moglie la figlia maggiore Sibilla a Giovanni Federico I di Sassonia. Giovanni Federico avrebbe in seguito guidato la lega di Smalcalda. In molti modi la corte di Giovanni di Cleves era l'ideale per allevare una regina. Fu fondamentalmente liberale, seriamente equilibrato, teologicamente inclinato, profondamente erasmiano; come la corte di Caterina d'Aragona era stata un tempo. Fu in questa corte che sua figlia Anna sarebbe cresciuta. Anna avrebbe sposato re Enrico VIII d'Inghilterra come sua quarta moglie.

## Matrimonio e discendenza
Nel 1509, sposò Maria di Jülich-Berg, figlia del duca Guglielmo di Jülich-Berg e Sibilla di Brandeburgo, che diventò erede delle terre di suo padre, il Ducato di Jülich, Berg e la Contea di Ravensberg. Ebbero i seguenti figli:
- Sibilla (17 gennaio 1512 – 21 febbraio 1554), sposò Giovanni Federico, elettore di Sassonia, capo della confederazione protestante di Germania, "campione della riforma". Ebbe figli.
- Anna (22 settembre 1515 – 16 luglio 1557), fu brevemente sposata con re Enrico VIII d'Inghilterra come sua quarta moglie. Senza figli.
- Guglielmo, duca di Jülich-Kleve-Berg (28 luglio 1516 – 5 gennaio 1592), sposò l'arciduchessa Maria d'Austria, figlia di Ferdinando I, imperatore del Sacro Romano Impero. Ebbe figli.
- Amalia (17 ottobre 1517 – 1º marzo 1586). Mai sposata, senza figli.

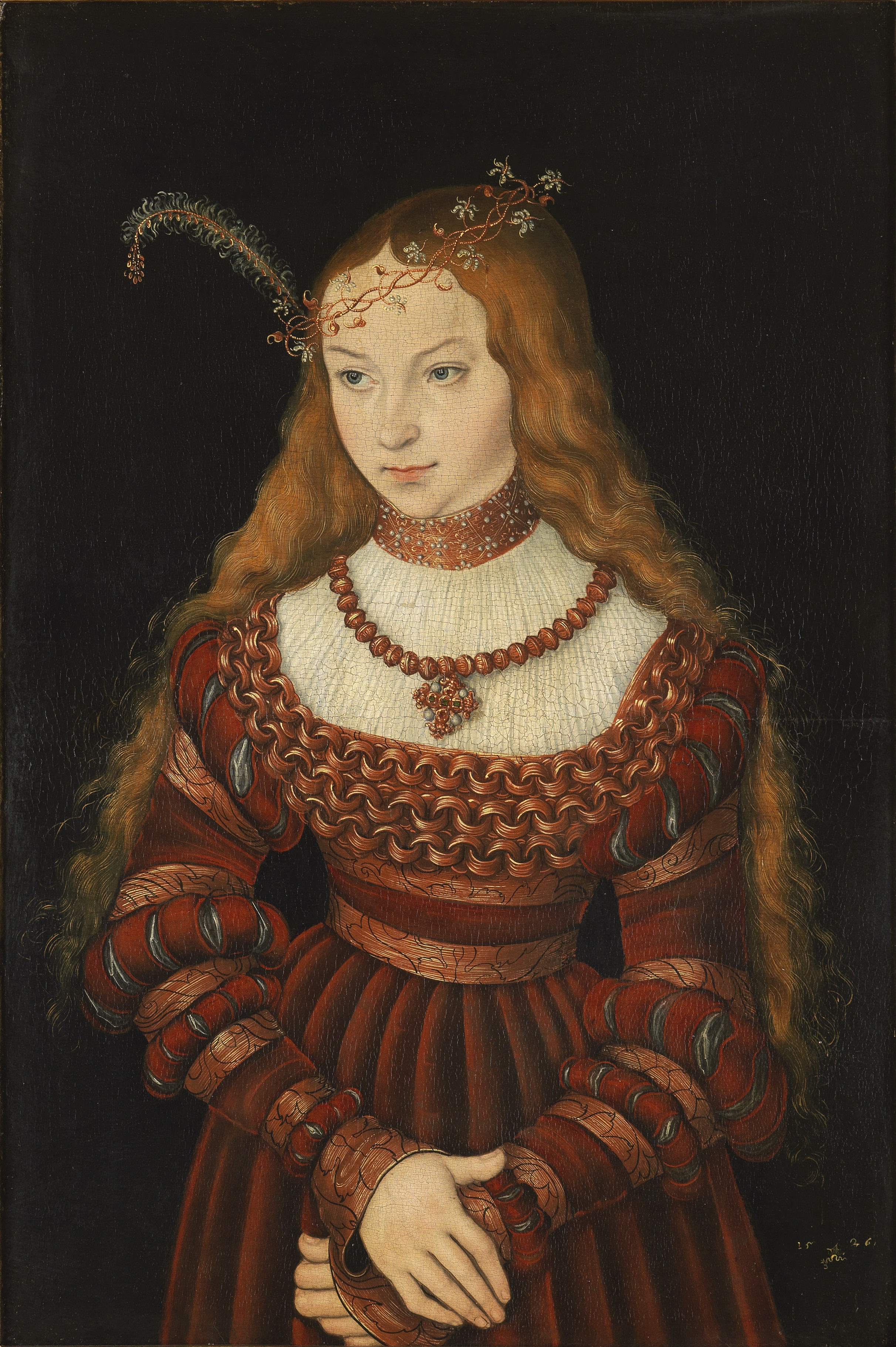
Sibilla di Cleves ritratta da Lucas Cranach il Vecchio.
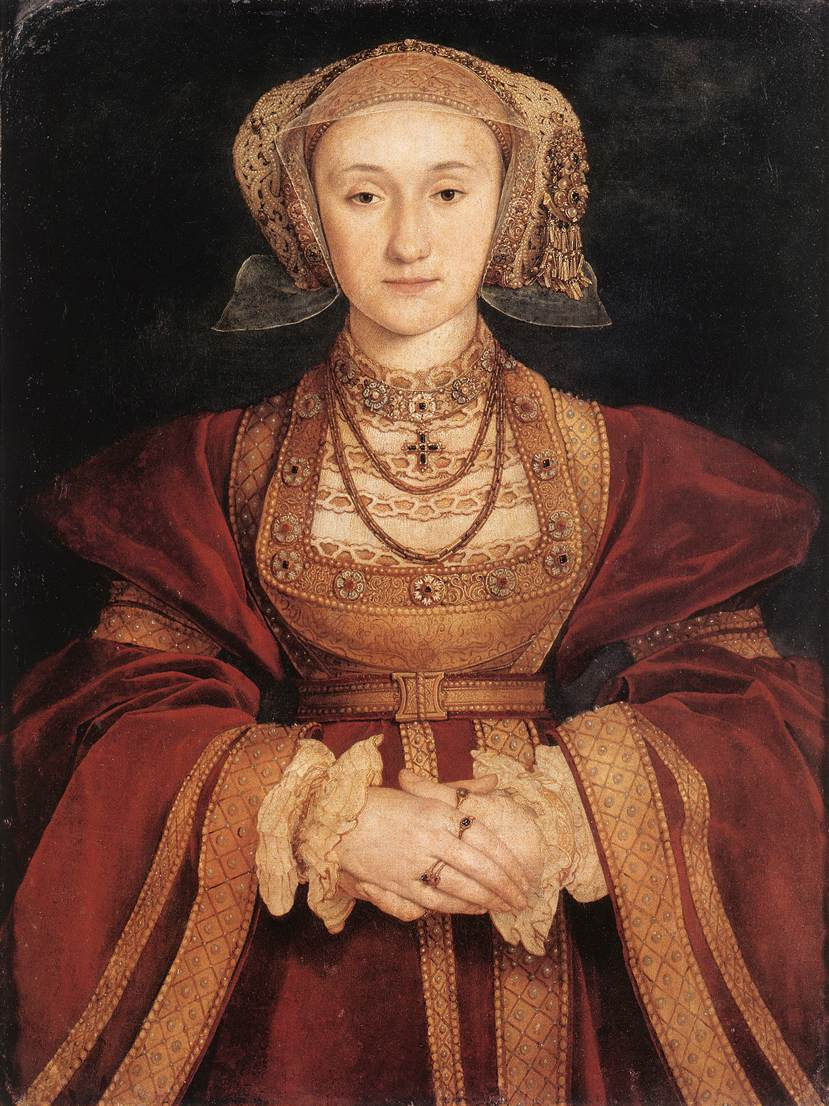
Anna di Cleves ritratta da Hans Holbein il Giovane.
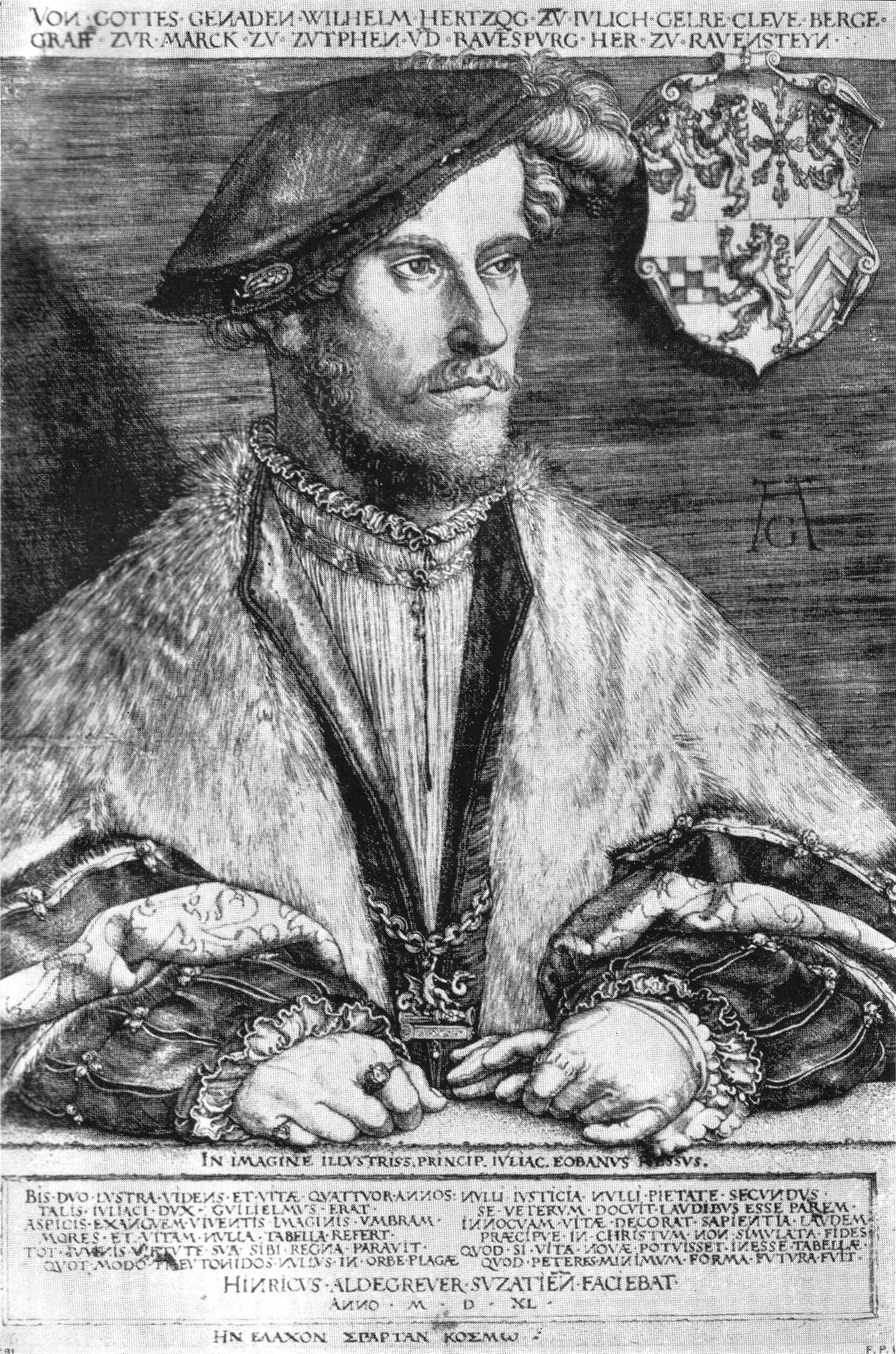
Guglielmo di Cleves ritratto da Heinrich Aldegrever.
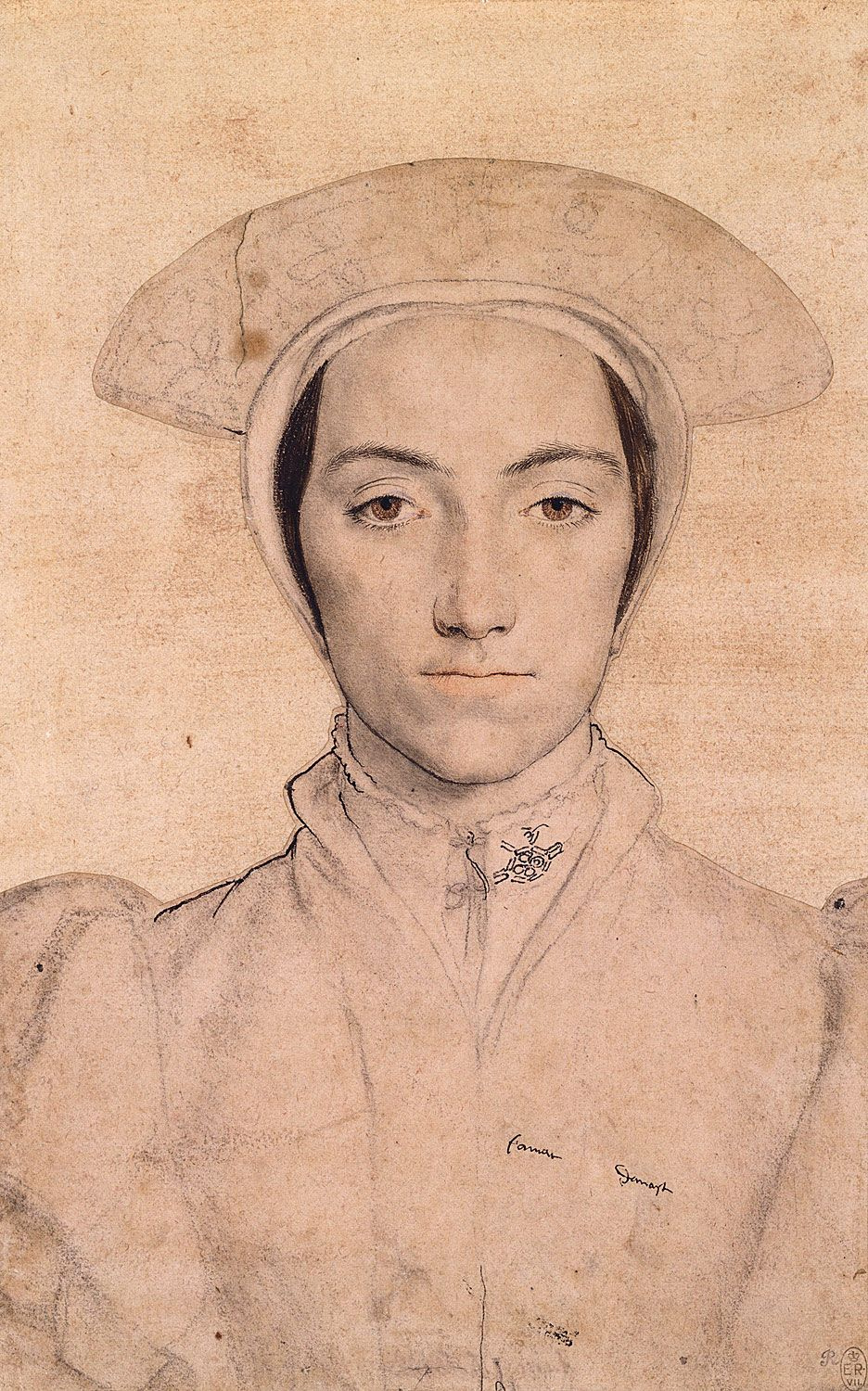
Donna sconosciuta ritratta da Hans Holbein il Giovane, ritenuta Amalia di Cleves.

## Ascendenza
|                           |                    |                             | Genitori                       |  |  | Nonni |  |  | Bisnonni          |  |  | Trisnonni          |  |
|                           |                    |                             |                                |  |  |       |  |  | Adolfo I di Kleve |  |  | Adolfo III di Mark |  |
|                           |                    |                             |                                |  |  |       |  |  | Adolfo I di Kleve |  |  | Adolfo III di Mark |  |
|                           |                    | Margherita di Berg          |                                |  |  |       |  |  | Adolfo I di Kleve |  |  |                    |  |
| Giovanni I di Kleve       |                    |                             |                                |  |  |       |  |  | Adolfo I di Kleve |  |  |                    |  |
|                           |                    | Maria di Borgogna           | Giovanni di Borgogna           |  |  |       |  |  |                   |  |  |                    |  |
|                           |                    | Maria di Borgogna           | Giovanni di Borgogna           |  |  |       |  |  |                   |  |  |                    |  |
|                           |                    | Maria di Borgogna           | Margherita di Baviera          |  |  |       |  |  |                   |  |  |                    |  |
| Giovanni II di Kleve      |                    | Maria di Borgogna           |                                |  |  |       |  |  |                   |  |  |                    |  |
|                           |                    | Giovanni II di Nevers       | Filippo di Nevers              |  |  |       |  |  |                   |  |  |                    |  |
|                           |                    | Giovanni II di Nevers       | Filippo di Nevers              |  |  |       |  |  |                   |  |  |                    |  |
|                           |                    | Giovanni II di Nevers       | Bona d'Artois                  |  |  |       |  |  |                   |  |  |                    |  |
| Elisabetta di Nevers      |                    | Giovanni II di Nevers       |                                |  |  |       |  |  |                   |  |  |                    |  |
|                           |                    | Jacqueline d'Ailly          | Raoul d'Ailly                  |  |  |       |  |  |                   |  |  |                    |  |
|                           |                    | Jacqueline d'Ailly          | Raoul d'Ailly                  |  |  |       |  |  |                   |  |  |                    |  |
|                           |                    | Jacqueline d'Ailly          | Jacqueline de Béthune          |  |  |       |  |  |                   |  |  |                    |  |
| Giovanni III di Kleve     |                    | Jacqueline d'Ailly          |                                |  |  |       |  |  |                   |  |  |                    |  |
|                           | Ludovico I d'Assia | Ermanno II d'Assia          |                                |  |  |       |  |  |                   |  |  |                    |  |
|                           | Ludovico I d'Assia | Ermanno II d'Assia          |                                |  |  |       |  |  |                   |  |  |                    |  |
|                           | Ludovico I d'Assia | Margherita di Norimberga    |                                |  |  |       |  |  |                   |  |  |                    |  |
| Enrico III d'Assia        | Ludovico I d'Assia |                             |                                |  |  |       |  |  |                   |  |  |                    |  |
|                           |                    | Anna di Sassonia            | Federico I di Sassonia         |  |  |       |  |  |                   |  |  |                    |  |
|                           |                    | Anna di Sassonia            | Federico I di Sassonia         |  |  |       |  |  |                   |  |  |                    |  |
|                           |                    | Anna di Sassonia            | Caterina di Brunswick-Lüneburg |  |  |       |  |  |                   |  |  |                    |  |
| Matilde d'Assia           |                    | Anna di Sassonia            |                                |  |  |       |  |  |                   |  |  |                    |  |
|                           |                    | Filippo I di Katzenelnbogen | Giovanni IV di Katzenelnbogen  |  |  |       |  |  |                   |  |  |                    |  |
|                           |                    | Filippo I di Katzenelnbogen | Giovanni IV di Katzenelnbogen  |  |  |       |  |  |                   |  |  |                    |  |
|                           |                    | Filippo I di Katzenelnbogen | Anna I di Katzenelnbogen       |  |  |       |  |  |                   |  |  |                    |  |
| Anna II di Katzenelnbogen |                    | Filippo I di Katzenelnbogen |                                |  |  |       |  |  |                   |  |  |                    |  |
|                           |                    | Anna di Württemberg         | Eberardo IV di Württemberg     |  |  |       |  |  |                   |  |  |                    |  |
|                           |                    | Anna di Württemberg         | Eberardo IV di Württemberg     |  |  |       |  |  |                   |  |  |                    |  |
|                           |                    | Anna di Württemberg         | Enrichetta di Mömpelgard       |  |  |       |  |  |                   |  |  |                    |  |
|                           |                    | Anna di Württemberg         |                                |  |  |       |  |  |                   |  |  |                    |  |